# Hanno van Worms
Hanno van Worms (overleden op 24 december 978) was van 950 tot aan zijn dood bisschop van Worms.

## Levensloop
Hanno stamde vermoedelijk af van een adellijke familie die uit de omgeving van keizer Otto I de Grote van het Heilige Roomse Rijk kwam. De op oudere bronnen gebaseerde Wormser Chronik (1604) van Friedrich Zorn beweert dan weer dat hij uit Hessen afkomstig was. Hij begon zijn geestelijke loopbaan als benedictijnermonnik in de Sint-Maximinusabdij in Trier. In 937 benoemde Otto I de Grote, toen nog Rooms-Duits koning hem vervolgens tot de eerste abt van het nieuwe Mauritiusklooster in Maagdenburg.
Dertien jaar later, in 950, werd Hanno op voorspraak van Otto I de Grote benoemd tot de vijftiende bisschop van Worms. In 952 nam hij samen met de later heilig verklaarde Ulrich van Augsburg deel aan de synode van Augsburg. In 964 bevond Hanno zich dan weer in Rome, waar hij paus Leo VIII advies zou hebben verleend over een bul. In 976 verleende keizer Otto II hem de suzereiniteit over het Benedictijnenklooster in Mosbach.
Hanno van Worms overleed op 24 december 978. Na zijn dood werd hij als heilige vereerd. Zijn naamdag valt op 24 december, dezelfde als die van Adam en Eva. In het prinsbisdom Worms was zijn liturgische gedenkdag op 20 september.
Volgens de kroniek van Friedrich Zorn was zijn bisschoppelijke opvolger Hildebold zijn broer.